# Bir Taleb
Bir Taleb  (in arabo بير الطالب‎?) è un centro abitato e comune rurale del Marocco situato nella provincia di Sidi Kacem, regione di Rabat-Salé-Kénitra. Conta una popolazione di 11 370 abitanti (censimento 2014).